# Willy Dehmel
Willy Dehmel (* 26. Februar 1909 in Charlottenburg bei Berlin als Walter August Wilhelm Dehmel; † 15. Juni 1971 in Bad Wiessee) war ein deutscher Liedtexter.

## Leben
Willy Dehmel studierte in Berlin Theaterwissenschaft. Außerdem nahm er Schauspielunterricht. Seine musikalische Karriere begann er als Pianist in Stummfilmkinos und war bei verschiedenen Tanzkapellen tätig. 1931 begann die Zusammenarbeit als Texter mit dem Komponisten Franz Grothe, seinem Cousin, dessen Haupttexter er bald wurde. Aus dieser kongenialen Zusammenarbeit gingen Lieder für über 50 Filme zwischen 1933 und 1961 hervor. Zu den wichtigsten Interpreten gehörten Marta Eggerth, Willi Forst, Johannes Heesters, Lilian Harvey, Kirsten Heiberg, Lizzi Waldmüller und Marika Rökk. Er textete aber auch außerhalb der Filmszene.
Auch musik-organisatorisch war Willy Dehmel tätig. Seit 1950 war er Mitglied im Aufsichtsrat der GEMA. Er war auch Präsident des Deutschen Textdichter-Verbandes.
Willy Dehmel starb im Alter von 62 Jahren. Er wurde auf dem Bergfriedhof von Gmund am Tegernsee (Block: West – Grabnummer 16) beigesetzt.

## Werk

### Filme mit seinen Liedtexten (Auswahl)
- 1933: Keine Angst vor Liebe
- 1936: Das Schloß in Flandern
- 1938: Die fromme Lüge
- 1938: Diskretion – Ehrensache
- 1938: Napoleon ist an allem schuld
- 1939: Der singende Tor
- 1939/41: Frauen sind doch bessere Diplomaten
- 1940: Rosen in Tirol
- 1941: Tanz mit dem Kaiser
- 1941: Die schwedische Nachtigall
- 1942: Symphonie eines Lebens
- 1943: Ich vertraue Dir meine Frau an
- 1943: Der ewige Klang
- 1943/44: Eine kleine Sommermelodie (UA: 1982)
- 1944: Die Frau meiner Träume
- 1950: Taxi-Kitty
- 1950: Frauenarzt Dr. Prätorius
- 1951: Fanfaren der Liebe
- 1951: Professor Nachtfalter
- 1951: Das Haus in Montevideo
- 1953: Fanfaren der Ehe
- 1953: Jonny rettet Nebrador
- 1957: Das Wirtshaus im Spessart
- 1958: Bühne frei für Marika
- 1961: Im 6. Stock

### Lieder mit seinen Texten (Auswahl)
- Sing mit mir
- Frühling In Wien
- Ganz leis' erklingt Musik
- Träumen von der Südsee
- Postillon-Lied
- Lied der Nachtigall
- Guten Tag, liebes Glück
- Man kann sein Herz nur einmal verschenken
- So schön wie heut', so müsst' es bleiben
- Schließ deine Augen und träume
- Auf den Flügeln bunter Träume
- Wenn ein junger Mann kommt
- In der Nacht ist der Mensch nicht gern alleine
- Mitternachtsblues
- Ich zähl' mir's an den Knöpfen ab
- Kalenderlied
- Wir wandern, wir wandern!

## Ehrung
Die GEMA vergab in Erinnerung an den Textdichter aus einer Stiftung von 1985 bis 2017 alle zwei Jahre den Willy-Dehmel-Preis. Es wurden Textdichterinnen und Textdichter ausgezeichnet, „die im Sinne des Stifters auf dem Gebiet des deutschsprachigen populären Liedes über ein erfolgreiches Gesamtschaffen verfügen und zum Ansehen ihres Berufsstandes beigetragen haben“.